# 鍋島直温
鍋島 直温（なべしま なおはる）は、肥前国蓮池藩7代藩主。

## 生涯
明和3年（1766年）5月7日、第6代藩主・鍋島直寛の長男として蓮池で生まれる。安永2年（1773年）7月26日に父が死去したため、安永3年（1774年）8月7日に家督を継いだ。天明4年（1784年）に藩校・成章館を創設した。在位中は神田橋門警衛７回、防役５回、勅使饗応３回、河川普請課金２回などの出費に加えて寛政３、４年の火災・蝗害に伴う減租による財政難に苦しめられ、天明8年（1788年）には藩財政を本家の佐賀藩に委託するほどであった。このため本家の影響力を強く受けることになり、文化5年（1808年）のフェートン号事件では本家の藩主・鍋島斉直に連座して謹慎処分に処された。また、海防の重要性が強まり、砲術訓練の定例化が行なわれている。
文化13年（1816年）4月4日、家督を養子の直与に譲って隠居する。文政8年（1825年）11月1日に死去した。享年60。

## 系譜
父母
- 鍋島直寛（父）
- 千百 ー 鍋島宗教の養女、甘露寺規長の娘

正室
- 綏子 ー 鍋島治茂の養女、堀河康実の娘

養子
- 鍋島直道 ー 鍋島治茂の四男
- 鍋島直与 ー 鍋島治茂の七男